# Глуховский сельсовет (Дивеевский район)
Глуховский сельсове́т — сельское поселение в составе Дивеевского района Нижегородской области. Административный центр — село Глухово.

## История
Статус и границы сельского поселения установлены Законом Нижегородской области от 15 июня 2004 года № 60-З «О наделении муниципальных образований - городов, рабочих посёлков и сельсоветов Нижегородской области статусом городского, сельского поселения».

## Население
| 2002  | 2010  | 2012  | 2013  | 2014  | 2015  | 2016  |
| ----- | ----- | ----- | ----- | ----- | ----- | ----- |
| 1498  | ↘1405 | ↘1404 | ↗1421 | ↘1398 | ↘1379 | ↘1360 |
| 2017  | 2018  | 2019  | 2020  |       |       |       |
| ↘1317 | ↘1258 | ↘1209 | ↘1192 |       |       |       |

## Состав сельского поселения
| № | Населённый пункт | Тип населённого пункта       | Население |
| - | ---------------- | ---------------------------- | --------- |
| 1 | Глухово          | село, административный центр | ↘646      |
| 2 | Лихачи           | деревня                      | ↘122      |
| 3 | Суворово         | село                         | ↘637      |